# Niederbipp
Niederbipp är en ort och kommun i distriktet Oberaargau i kantonen Bern i Schweiz. Kommunen har 5 418 invånare (2023). Den 1 januari 2020 inkorporerades kommunen Wolfisberg in i Niederbipp.